# Wręcza (gromada)
Wręcza – dawna gromada, czyli najmniejsza jednostka podziału terytorialnego Polskiej Rzeczypospolitej Ludowej w latach 1954–1972.
Gromady, z gromadzkimi radami narodowymi (GRN) jako organami władzy najniższego stopnia na wsi, funkcjonowały od reformy reorganizującej administrację wiejską przeprowadzonej jesienią 1954 do momentu ich zniesienia z dniem 1 stycznia 1973, tym samym wypierając organizację gminną w latach 1954–1972.
Gromadę Wręcza z siedzibą GRN we Wręczy utworzono – jako jedną z 8759 gromad na obszarze Polski – w powiecie grodziskomazowieckim w woj. warszawskim, na mocy uchwały nr VI/10/4/54 WRN w Warszawie z dnia 5 października 1954. W skład jednostki weszły obszary dotychczasowych gromad Czekaj, Długowizna, Grabce Józefpolskie (z wyłączeniem obszaru o powierzchni 15 ha leżącego po wschodniej stronie szosy Mszczonów-Korytów o długości 0,5 km), Grabce Towarzystwo, Grabce Wręckie, Krzyżówka, Lublinów, Marków-Świnice, Olszówka, Pieńki Towarzystwo, Świnice(), Wręcza (z wyłączeniem miejscowości Nowy Dwór), Wręcza "A" i Wólka Wręcka ze zniesionej gminy Radziejowice w tymże powiecie. Dla gromady ustalono 12 członków gromadzkiej rady narodowej.
31 grudnia 1959 z gromady Wręcza wyłączono wsie Grabce Józefpolskie, Grabce Towarzystwo, Lublinów, Wólka Wręcka, Morków, Świnice, Czekaj, Długowizna i Grabce Wręckie, włączając je do znoszonej gromady Adamowice w tymże powiecie, po czym gromadę Wręcza zniesiono a jej (pozostały) obszar włączono do gromady Korytów A tamże.